# E-Ring
E-Ring è una serie televisiva di genere militare, creata da Ken Robinson e David McKenna e prodotta da Jerry Bruckheimer, trasmessa dalla NBC dal 21 settembre 2005.

## Trasmissione
La serie in patria non ha ottenuto particolari consensi, più che altro perché trasmessa nello stesso orario dell'acclamato serial dell'ABC Lost, di Criminal Minds su CBS, e del reality show American Idol su FOX. In seguito E-Ring è stato spostato in una differente fascia oraria, che gli ha garantito maggiori ascolti. Tuttavia le trasmissioni sono state interrotte a febbraio ed in seguito la serie è stata cancellata definitivamente.
E-Ring è stato trasmesso nel Regno Unito su FX dal 28 luglio 2006, e la serie ha avuto un ottimo successo, al punto di essere stata ritrasmessa in replica numerose volte. La serie è andata in onda anche in Svezia, Spagna, Hong Kong, Germania, Panama, Portogallo, Filippine, Israele, Finlandia e Australia. In Italia le trasmissioni di E-Ring sono cominciate il 21 marzo 2008 su Rai 2.

## Trama
Il titolo della serie televisiva è un riferimento alla struttura del Pentagono, che si configura in cinque anelli concentrici, che hanno i nomi dalla "A" alla "E", dove la E è l'anello più esterno, ed è considerato quello dove vengono svolti i lavori più delicati e segreti. Lo show ha come protagonista Benjamin Bratt nel ruolo del maggiore (e poi tenente colonnello) James Tisnewski e Dennis Hopper in quello del colonnello Eli McNulty, entrambi ufficiali del Joint Chiefs of Staff.
Il loro compito è quello di attuare e pianificare missioni atte a fermare terroristi, ad aiutare paesi alleati o per attaccare un'altra nazione. È così possibile seguire la missione in tutte le sue parti, dalla pianificazione, all'approvazione e poi all'attuazione della missione e le sue conseguenze.

## Episodi
| Stagione       | Episodi | Prima TV originale | Prima TV Italia |
| -------------- | ------- | ------------------ | --------------- |
| Prima stagione | 22      | 2005-2006          | 2008            |

## Cast

### Protagonisti
- Benjamin Bratt - Capitano/Maggiore/Tenente colonnello James "JT" Tisnewski
- Dennis Hopper - Colonnello Eli McNulty
- Aunjanue Ellis - Sergente Jocelyn Pierce
- Kerr Smith - Capitano Bobby Wilkerson
- Kelly Rutherford - Samantha "Sonny" Liston

### Personaggi ricorrenti
- Maurice Compte - Sergente Charlie Gutierrez (9 episodi)
- Tavis Bohlinger - Mark "Doc" Jones (8 episodi)
- Kelsey Oldershaw - Angie Aronson (7 episodi)
- Ashley Williams (attrice) - Beth Wilkerson (6 episodi)
- Mitch Morris - Ken Watkins (5 episodi)
- Andrew McCarthy - Aaron Gerrity (5 episodi)
- Brittany Ishibashi - Ashley Nakahino (5 episodi)
- Joe Morton - Steven Algazi (4 episodi)
- Jaime Ray Newman - Nathalie Hughes (4 episodi)